# Forcipomyia pseudonigra
Forcipomyia pseudonigra är en tvåvingeart som beskrevs av Delecolle och Schiegg 1999. Forcipomyia pseudonigra ingår i släktet Forcipomyia och familjen svidknott.
Artens utbredningsområde är Schweiz. Inga underarter finns listade i Catalogue of Life.